# Bischofsmais
Bischofsmais is een gemeente in de Duitse deelstaat Beieren, en maakt deel uit van het Landkreis Regen. Bischofsmais telt 3.195 inwoners.
De plaats ligt in de Regio Donau-Woud, midden in het Beierse Woud aan de voet van de Geißkopf.

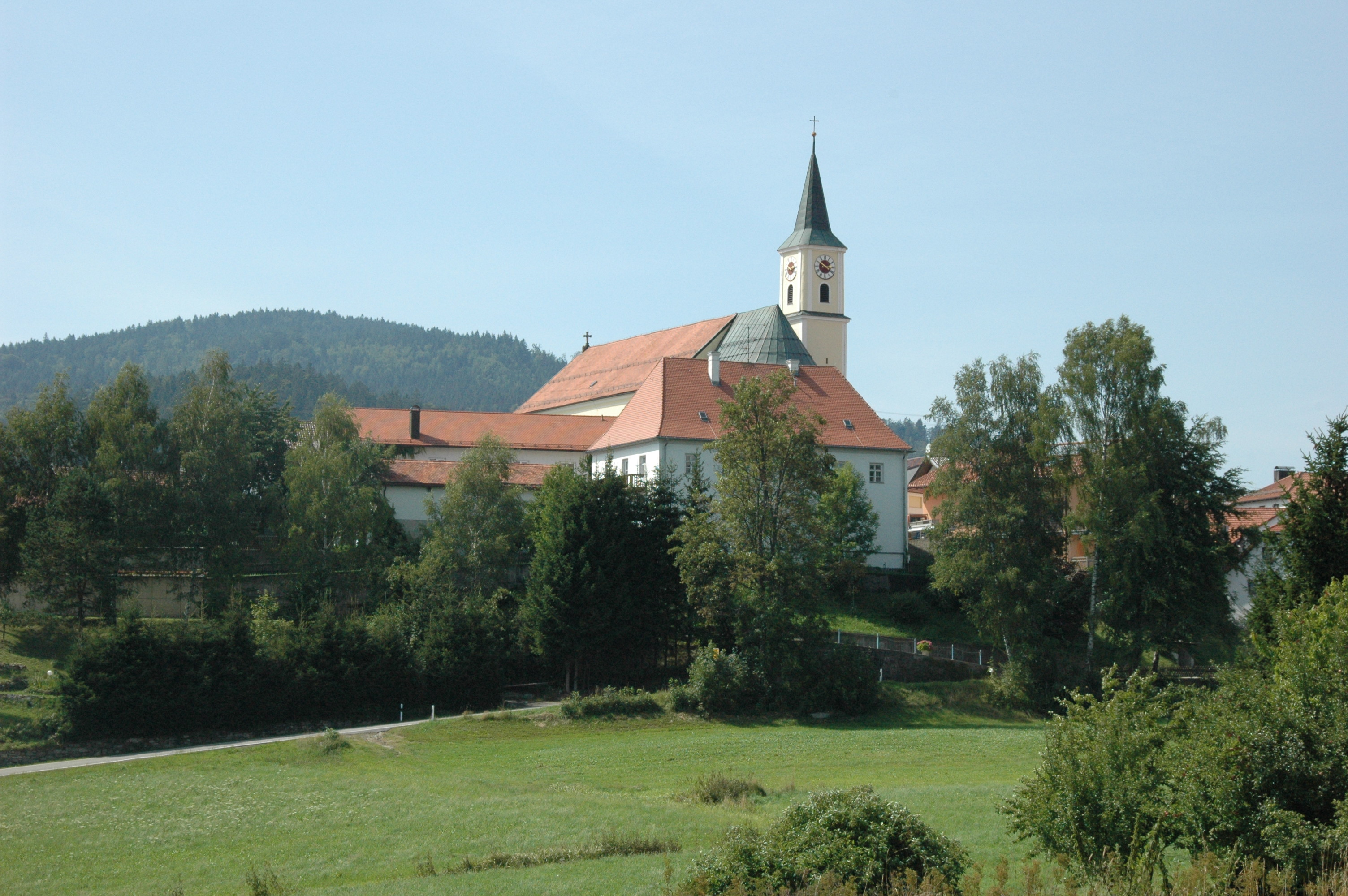
kerk in centrum Bischofsmais

## Geboren
- Christian Früchtl (28 januari 2000), voetballer

Achslach ·
Arnbruck ·
Bayerisch Eisenstein ·
Bischofsmais ·
Böbrach ·
Bodenmais ·
Drachselsried ·
Frauenau ·
Geiersthal ·
Gotteszell ·
Kirchberg im Wald ·
Kirchdorf im Wald ·
Kollnburg ·
Langdorf ·
Lindberg ·
Patersdorf ·
Prackenbach ·
Regen ·
Rinchnach ·
Ruhmannsfelden ·
Teisnach ·
Viechtach ·
Zachenberg ·
Zwiesel